# Вашрен де бож
Вашрен де бож (фр. Vacherin Des Bauges) — м'який французький сир, що виготовляється у фермерських господарствах з сирого коров'ячого молока в регіоні Рона-Альпи (Савойські гори, в районі масиву де Божа).
Назва сиру походить від слова vache (корова).
Вашрен де бож виготовляють в зимові місяці фермерським способом з сирого коров'ячого молока. Сир дозріває через 2 тижні. Протягом  періоду дозрівання головки сиру кожні два дні протирають вершками, які розведені водою. Сир місячної витримки набуває легкого запаху хвойної смоли.
Головки готового сиру циліндричні, масою 1,2—1,4 кг, покриті сірою цвіллю. Сир надходить у продаж в обручах з кори дерева хвойних порід.
Сир їдять як закуску та використовують в кулінарних цілях — наприклад, роблять ескалопи.
До цього сиру підходить червоне савойське вино Vin de Savoie або Arbois.